# Kiertusjärvi
Kiertusjärvi är en sjö i kommunen Enare i landskapet Lappland i Finland. Sjön ligger 172 meter över havet. Arean är 64 hektar och strandlinjen är 7,71 kilometer lång. Sjön  ingår i Pasvik älvs huvudavrinningsområde.   Den ligger omkring 280 kilometer norr om Rovaniemi och omkring 980 kilometer norr om Helsingfors. 